# Astatotilapia
Genre
Astatotilapia est un genre de poissons téléostéens.

## Liste d'espèces
Selon FishBase (30 janv. 2016) :
- Astatotilapia bloyeti (Sauvage, 1883)
- Astatotilapia burtoni (Günther, 1894)
- Astatotilapia calliptera (Günther, 1894)
- Astatotilapia desfontainii (Lacepède, 1802)
- Astatotilapia flaviijosephi (Lortet, 1883)
- Astatotilapia stappersii (Poll, 1943)
- Astatotilapia swynnertoni (Boulenger, 1907)
- Astatotilapia tweddlei Jackson, 1985

Selon ITIS (30 janv. 2016) :
- Astatotilapia burtoni (Günther, 1894)
- Astatotilapia calliptera (Günther, 1894)
- Astatotilapia flaviijosephi (Lortet, 1883)
- Astatotilapia paludinosa Greenwood, 1980
- Astatotilapia stappersii (Poll, 1943)